# 東朱麗葉 (喬治亞州)
東朱麗葉（英語：East Juliette）是位於美國喬治亞州瓊斯縣的一個非建制地區。該地的面積和人口皆未知。

## 地理
東朱麗葉的座標為33°06′31″N 83°47′33″W / 33.10861°N 83.79250°W，而該地的平均海拔高度為135米（即443英尺）。